# 牧の原トンネル
牧の原トンネル（まきのはらトンネル）は、静岡県島田市にある国道1号島田金谷バイパスのトンネル群、東海道本線のトンネル、静岡県牧之原市と菊川市に跨る東海道新幹線の鉄道トンネルである。

## 国道1号島田金谷バイパス
国道1号島田金谷バイパスの大代ICと菊川ICの間にあるトンネル（矢板工法）。3つのトンネルが連続（第一と第二の間は100 m弱、第二と第三の間は約30 mの間隔）しており、（下り線からみて）最後の第三トンネルはRがやや大きい。牧之原台地の切割峠付近で旧道（静岡県道381号島田岡部線）の下を第三トンネルが通過する。1971年1月供用開始。
1. 牧の原第一トンネル（全長196 m）[1]
2. 牧の原第二トンネル（全長311 m）[1]
3. 牧の原第三トンネル（全長511 m）[1]

## 東海道本線
- 全長：1,056 m
- 規格：単線（3本並列、1本供用停止）

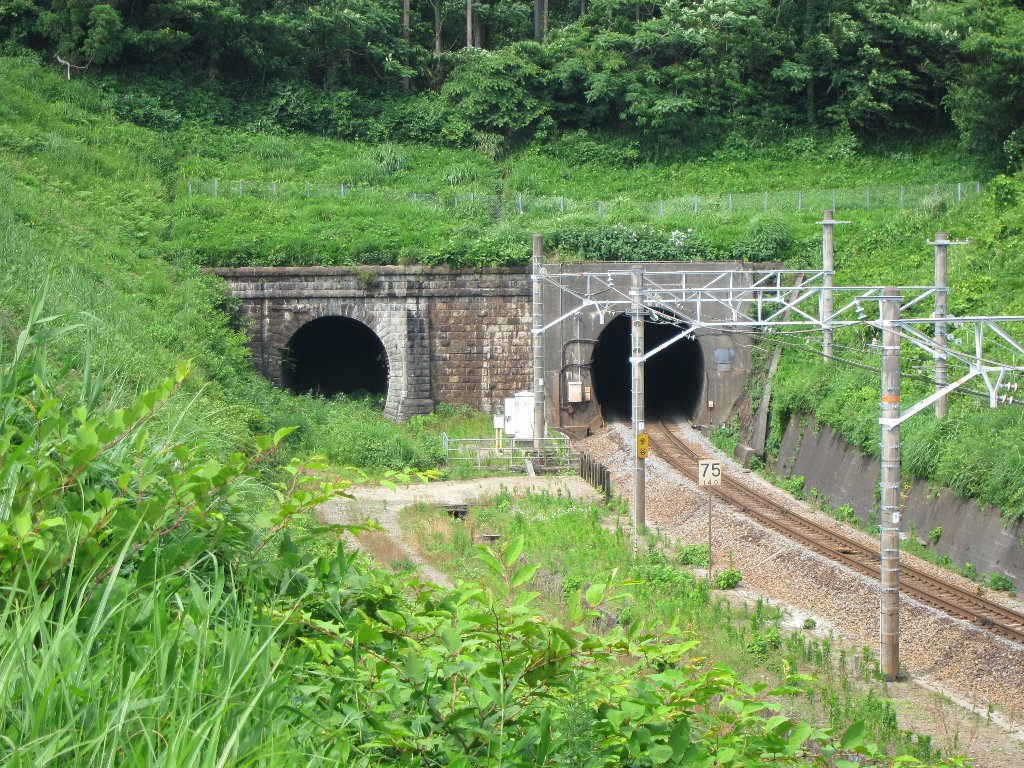
旧牧の原トンネル上り入口 菊川側

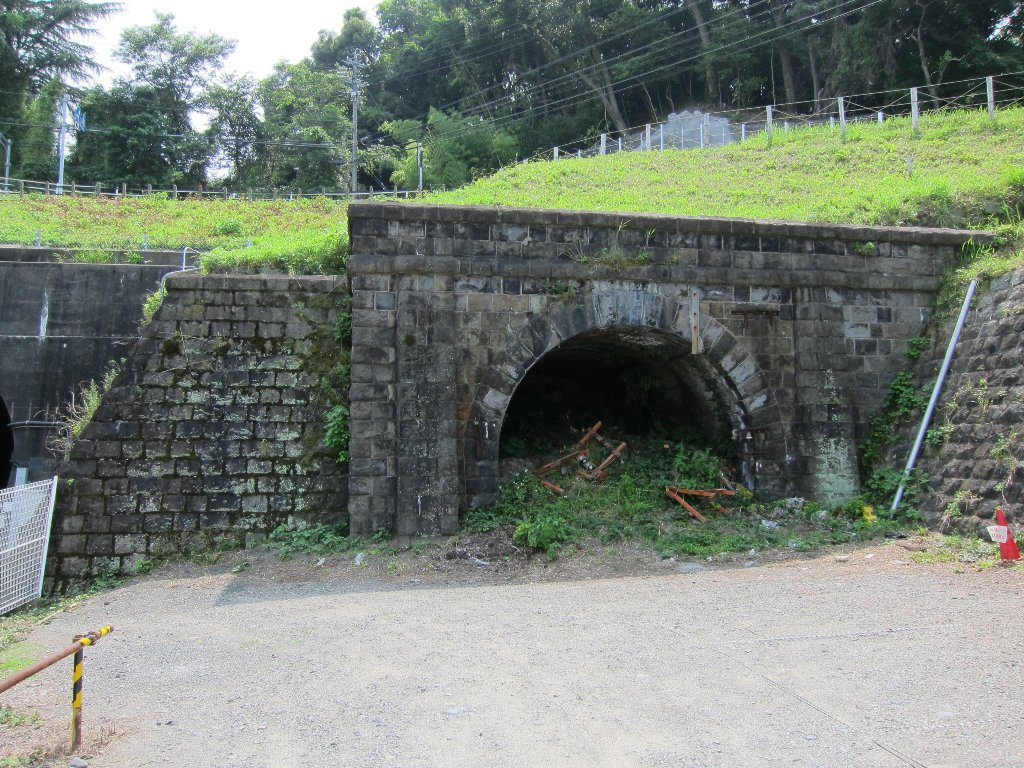
旧牧の原トンネル上り出口 金谷側

東海道鉄道の建設が行われた明治中期、旧東海道の日坂宿の前後の区間については、地上を通したのでは急勾配となり、またトンネルとすると当時の土木技術では困難な長大トンネルとなることから、いくつかの迂回ルートが検討された。宇津ノ谷峠の迂回と同様に旧東海道から離れ、焼津から海岸沿いに相良・浜岡（現牧之原市・御前崎市）を経由するルート、焼津の後は旧東海道付近に戻り、金谷の先で日坂宿を迂回し堀ノ内（現菊川駅）を通るルートが検討されたが、後者が採用され、金谷から南西方向に菊川流域までを抜ける牧の原トンネルが掘削された。
トンネルは煉瓦積みの坑口を持つ単線規格で開削され、殉職者を出す難工事となった。そして1889年（明治22年）4月16日、東海道本線新橋駅〜関ケ原駅間は、このトンネルの開通と同時に、静岡駅と浜松駅の東西両方向から延びてきた線路がここで接合する形で全通した。この区間においては、開業当時はもっとも長いトンネルでもあった。現在、トンネルに隣接して金谷駅が設けられている。
その後、輸送力増強のため並行して1903年（明治36年）に下り線用のトンネルが掘られ複線化。1975年（昭和50年）に新牧の原トンネルが開通し、下り線として使用。その間、旧下りトンネルの改修を行い、1977年（昭和52年）にこれを新上り線とし、初代のトンネルは廃止された。廃止されたトンネルの坑口は、現在も残されている。
なお、1900年（明治33年）5月に発表された大和田建樹『鉄道唱歌』第一集東海道篇においても、当トンネルは近くにある旧東海道の難所であった小夜の中山と共に、24番で以下のように歌われている。
いつしか又も暗（やみ）となる　世界は夜かトンネルか　小夜の中山夜泣き石　問えども知らぬよその空

## 東海道新幹線
- 全長：2,917 m
- 規格：複線

2007年3月24日、のぞみ155号がトンネルを通過中、乗客の男性が非常用ドアコックでドアを開けて飛び降り自殺するという事件が発生した。そのため全列車がストップし、多くの乗客に影響が出た。